# Хил (рестлинг)

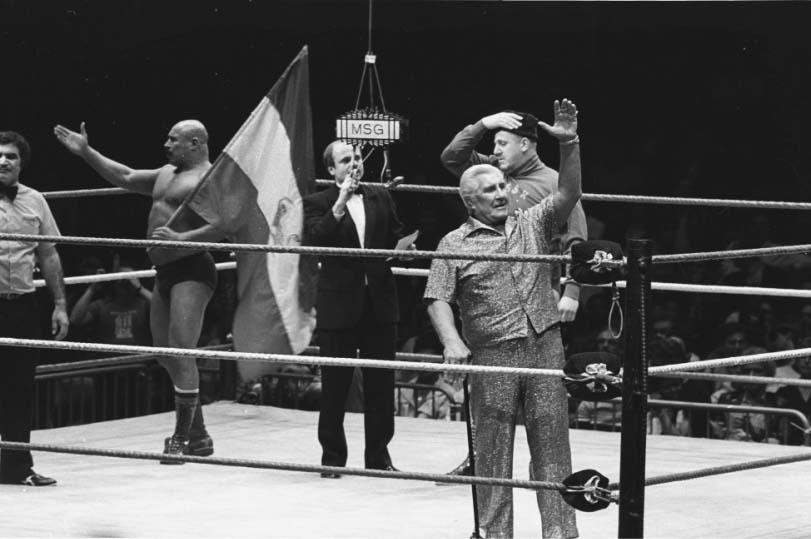
Иностранцы-хилы Железный Шейх и Николай Волков со своим менеджером Фредди Блэсси

Хил (англ. Heel, или ру́до в луча либре) — отрицательный персонаж в реслинге. Это рестлер, который изображает злодея, «плохого парня» или нарушителя правил и действует как антагонист по отношению к «фейсам», которые являются героическими протагонистами или «хорошими парнями». Не все, что делает рестлер-хил, должно быть злодейским: чтобы быть эффективным персонажем, хилу достаточно быть освистанными зрителями, хотя большинство действительно успешных хилов используют другие аспекты своей коварной личности, такие как обман для победы или использование посторонних предметов. Роль хила заключается в том, чтобы получить «накал», что означает подстегнуть толпу к ненависти, и обычно включает в себя жульничество и практически любые другие способы социально неприемлемого поведения, которые позволят выполнить эту работу.
Чтобы нагнетать обстановку (с освистыванием и издевательствами зрителей), хилы часто изображаются ведущими себя аморально, нарушая правила или иным образом используя преимущества своих противников вне рамок стандартов матча. Другие не нарушают правил (или нарушают редко), но вместо этого демонстрируют неприятные, ужасающие и намеренно оскорбительные и деморализующие черты характера, такие как высокомерие, трусость или презрение к зрителям. Многие хилы делают и то, и другое, обманывая и ведя себя отвратительно. Независимо от типа хила, наиболее важной работой является роль антагониста, поскольку хилы существуют для того, чтобы служить опорой для становления фейсов. Однако некоторые образы хилов были популярней фейсов, примеры: Трипл Эйч, Рэнди Сэвэдж, Эдди Герреро, Рик Флэр, Сид Вишес, Эдж, Стив Остин, Рок, Рэнди Ортон, Крис Джерико, Железный Шейх. Если за данного хила болеют больше, чем за фейса, промоутер может перевести хила в фейса или наоборот, или заставить борца сделать что-то еще более отвратительное, чтобы стимулировать накал. Некоторые исполнители демонстрируют смесь как положительных, так и отрицательных черт характера. В терминологии рестлинга такие персонажи называются «твинерами». WWE приводили в пример как компанию, которая отказывается от традиционного формата «хил/фейс» отчасти из-за готовности зрителей болеть за хилов и освистывать фейсов.
В локальном реслинге, например, американском, было принято, чтобы фейсы были местными (например, Халк Хоган), а хилы изображались иностранными (например, Альберто Дель Рио, Иван Колофф, Железный Шейх, Русев, Джиндер Махал и Мухаммед Хассан).
В мире луча либре рудо используют удары и приемы, подчеркивающие грубую силу или их размер, часто имеют наряды, напоминающие демонов и дьяволов. Это контрастирует с большинством героических «тэкнико» (фейс), которые обычно известны использованием приемов, требующих технического мастерства, особенно воздушных маневров.

## Рефери-бампы
Многие хилы используют «рефери-бампы» (англ. referee bumps) — так в рестлинге называют удар или толчок судьи, после которого матч на некоторое время остаётся без судейства (обычно во время отсутствия судьи происходят драматичные моменты, проводятся коронные приёмы, а хилы в это время производят свойственные «плохишам» действия — пользуются посторонними предметами, помощью напарников и используют другие нечестные приёмы). Рефери-бампы иногда происходят случайно (хотя и предписываются в сценарии) — во время схватки рестлеров рефери порой оказывается в ненужном месте и получает удар. Как правило, рефери в рестлинг-промоушенах остаются анонимными, но крупные промоушены не только называют имена своих судей, но порой даже задействуют их в сюжетах.

## Рефери-хилы
Специальный рефери-хил часто пользуется преимуществом, чтобы помочь рестлеру-хилу одержать победу над рестлером-фейсом. Так, рефери-хил может:
- быстрее отсчитывать во время удержания хилом, медленнее — во время удержания фейсом;
- позволять хилу использовать нечестные приёмы против фейса, не обращая на них внимания;
- участвовать в избиении фейса.

## В популярной культуре
16 августа 2021 года на телеканале Starz состоялась премьера телесериала «Хилы» о противостоянии братьев-рестлеров — хила и фейса.